# Guardfish (U-Boot, 1966)
Die Guardfish, auch USS Guardfish (Kennung: SSN-612), war ein atomgetriebenes Jagd-U-Boot der Thresher-Klasse der United States Navy, das zwischen 1966 und 1992 in Dienst stand.

## Geschichte
Die Guardfish wurde 1960 in Auftrag gegeben und im Februar 1961 bei New York Shipbuilding auf Kiel gelegt. Der Stapellauf verzögerte sich durch den Untergang der Thresher bis ins Jahr 1965, erst Ende 1966 wurde das Boot dann offiziell in Dienst gestellt.
Erste Erprobungsfahrten fanden 1966 und 1967 in der Karibik und den Gewässern Mittelamerikas statt, im Anschluss wurde die Guardfish in Pearl Harbor, Hawaii stationiert. Nach der ersten Verlegung in den Westpazifik wurde die Guardfish wieder in den Atlantik geschickt, wo sie bei Ingalls Shipbuilding das SUBSAFE-Paket erhielt. Dies dauerte bis 1970, woraufhin das Boot wieder in den Pazifik verlegt wurde. Nach 612 Tauchgängen erfolgte im Jahr 1974 eine Nachfüllung des Kernbrennstoffs, diesmal an der Westküste auf der Mare Island Naval Shipyard.
Im Anschluss wurde das Boot nach Vallejo, Kalifornien verlegt. 1975 wurde das Boot radioaktiv kontaminiert, als der Wind abgereicherte Ablagerungen aus dem Primärkreislauf, die verklappt werden sollten, wieder an Bord wehte. Kurz darauf erfolgte bei Mare Island eine Überholung, die bis 1977 dauerte.
Er folgten mehrere Verlegungen in den Westpazifik, bis die Guardfish 1992 außer Dienst gestellt wurde. In der Puget Sound Naval Shipyard wurde sie daraufhin im Ship-Submarine Recycling Program abgebrochen.